# The Best of The Best: 1984 - 2000, Vol 1.
A The Best of The Best: 1984 – 2000, Vol 1. az amerikai W.A.S.P. második válogatáslemeze, amely 2000-ben jelent meg, a Castle Records-nál. Kivételesen erre az albumra készítették el Elton John "Saturdays Night's All Right For Fighting" című dalának feldolgozását.

## Az album dalai
1. Saturday night's alright for fighting
2. Animal (Fuck like a beast)
3. I wanna be somebody
4. L.O.V.E. machine
5. On your knees
6. Show no mercy
7. Blind in Texas
8. Wild child
9. Sex drive
10. 9.5. – N.A.S.T.Y.
11. Mean man
12. Chainsaw Charlie (Murders in the New Morgue)
13. Unreal
14. Helldorado
15. Dirty balls